# Jan Chryzostom Zamoyski
Jan Chryzostom Zamoyski herbu Jelita (zm. 1 stycznia 1655 w Biłgoraju) – biskup łucki w latach 1654–1655, przemyski od 1649, bakowski od 1631, dominikanin.

## Życiorys
Ojcem Jana był rotmistrz królewski i kasztelan chełmski Jan Zamoyski z Zamościa (ok. 1570–1618) a matką Anna księżna Wiśniowiecka, córka starosty żytomierskiego Konstantego księcia Wiśniowieckiego.
Jan Zamoyski wstąpił do zakonu dominikańskiego w roku 1616 i po zarządzaniu konwentem zakonnym w Krakowie, został przez Stolicę Apostolską wyniesiony do godności biskupa. Jako biskup konsekrował kościół św. Tomasza w Zamościu. W 1631 roku został biskupem bakowskim.   
Król Jan II Kazimierz Waza przeniósł go do Przemyśla w 1649 roku a następnie do Łucka w 1654 roku. Zmarł w drodze w Biłgoraju 1 stycznia 1655 roku a pochowano go w kolegiacie w Zamościu.
Jako senator brał udział w sejmach: 1649/1650 i 1650 roku.